# Get Lucky – Sex verändert alles
Get Lucky – Sex verändert alles ist eine Filmkomödie von Ziska Riemann, die am 26. September 2019 in die deutschen Kinos kam.

## Handlung
Sechs Jugendliche verbringen ihre Ferien an der Nordsee. Während des turbulenten Urlaubs am Meer mit viel Sonne und Strand erleben sie ihre erste Liebe, den ersten Sex und was dabei alles schieflaufen kann. Sie sind bei Ellen, der Tante von zwei der Teenager, untergebracht, die ihnen als Sexualberaterin Fragen beantwortet, die sie ihren Eltern nie stellen würden.

## Produktion
Regie führte Ziska Riemann, die gemeinsam mit Madeleine Fricke, Oneil Sharma und unter der Mitwirkung der Autorin und in Hamburg praktizierenden Sexualtherapeutin Ann-Marlene Henning das Drehbuch entwickelte, die im Film die Rolle von Ellens Freundin übernommen hat. Henning hatte auch ein Buch mit dem Titel Sex verändert alles – Aufklärung für Fortgeschrittene veröffentlicht.
Der Film erhielt von der Filmförderungsanstalt eine Förderung in Höhe von 275.000 Euro.
Des Weiteren haben der DFFF Deutscher Filmförderfonds in Höhe von 375.000 Euro gefördert. Nordmedia förderte die Produktion mit 150.000 Euro.
Die Filmmusik komponierte Florian Tessloff.
Die Premiere erfolgte am 15. September 2019 im Rahmen des Filmfest Hamburg. Der Film kam am 26. September 2019 in die deutschen Kinos.

## Rezeption

### Altersfreigabe
In Deutschland wurde der Film von der FSK ab 12 Jahren freigegeben. In der Freigabebegründung heißt es, der Film enthalte vor allem in der ersten Hälfte einige derbe, sexualisierte Dialoge sowie angedeutete sexuelle Handlungen, wie beispielsweise ein „Wettmasturbieren“ zwischen den Jungs, solche Szenen würden jedoch durch die zweite Filmhälfte ausgeglichen, da diese einen ernsthafteren, deutlich pädagogischen Charakter mit positiven Botschaften besitze: „Das unreife Verhalten in der ersten Hälfte dient daher auch dazu, die positive Entwicklung und den Reifungsprozess der Jugendlichen zu zeigen, die am Ende zu harmonischen und respektvollen Paarbeziehungen finden.“

### Einsatz im Schulunterricht
Das Onlineportal kinofenster.de empfiehlt den Film für die Unterrichtsfächer Biologie, Deutsch, Ethik, Religion, Kunst, Philosophie, Psychologie und Sozialkunde und bietet Materialien zum Film für den Unterricht. Dort heißt es unter anderem, im Laufe des Films würden die Gedanken der Jugendlichen zum Thema Sex immer wieder in Fragen umformuliert und gemeinsam in der Gruppe besprochen und von der Sexologin kommentiert. So könne der Film ein guter Einstieg in klassische sexuelle Aufklärung im Unterricht sein.

### Kritik
Filmkritiker Hans-Ulrich Pönack zeigte sich entsetzt über Get Lucky und bezeichnete ihn als „unappetitlichsten deutschen Scheißhaus-Jahresfilm überhaupt“, „Schulmädchenjungen-Report 2019“. Des Weiteren beschrieb er den Film mit den Worten: „Auf einem Primitiv-Level, der weder ulkig, originell, witzig oder aufreizend ist. Sondern nur entsetzlich stinklangweilig. Als eine unfassbare Kino-Belästigung: dämlich, peinlich, geschmacklos. Fürchterlich dilettantisch in Darstellung und Ausübung. Die Verärgerung ist enorm. Von wegen ununterbrochener Banalität und Dummheit. Zum dauerhaften Fremdschämen.“ Schlussendlich vergab er 0 von 5 möglichen Punkten.
Cinema vergab 2 von 5 Punkten und resümierte: „Geschichten über das Suchen und Finden der Sexualität können lustig sein – diese ist es nicht.“ Für eine Coming-of-Age-Story mit Aufklärungscharakter klinge der Plot nach einer beliebten Konstellation von Figuren und Themen, die an eine Mischung aus dem heutigen Genreklassiker „American Pie“ und der Serie „Sex Education“ erinnere. Nur sei „Get Lucky“ von solchen Vorlagen qualitativ sehr weit entfernt. „Einige Figuren sind gnadenlos überzeichnet, die Darbietungen zum Teil auf besserem Seifenopernniveau, und der Anteil an Zoten und Klischees ist hoch. Eines muss man dem Film aber zugutehalten: In Zeiten von vermeintlicher Aufklärung via Internet nähert er sich dem Thema Sexualität auf unverkrampft-verspielte Weise und verpasst ihm neben einem Touch naiver Realität auch noch eine feministische Botschaft.“